# Río Cocodrilo
El río Cocodrilo ( en afrikáans: Krokodilrivier ) es un río en Sudáfrica. Después de su confluencia con el río Marico, ambos ríos forman el río Limpopo.

## Curso

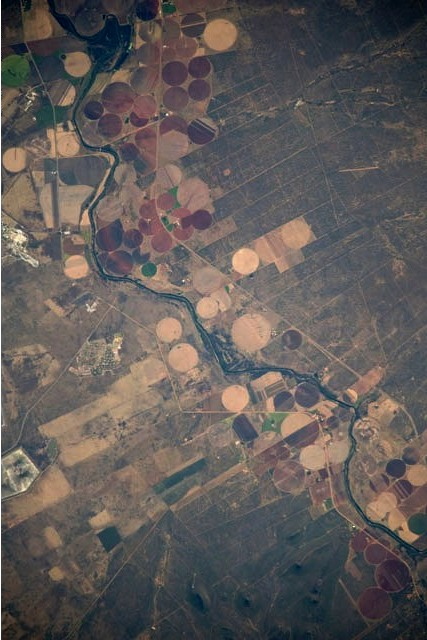
Imagen de la NASA del río Cocodrilo al sur de Thabazimbi

El río Cocodrilo nace en la cordillera de Witwatersrand y se origina en Constantia Kloof, Roodepoort, provincia de Gauteng. La primera presa que llena es la del lago Heritage, al oeste del aeropuerto de Lanseria. Justo al norte de este aeropuerto se encuentra su confluencia con el río Jukskei. Más abajo, en la provincia del Noroeste, hay dos grandes presas en el río: la presa de Hartbeespoort  y Roodekoppies Dam. Más allá de la presa de Hartbeespoort, pasa por la ciudad de Brits. El río Elands se une aguas abajo de la presa de Vaalkop, unos 20 km más adelante el río Pienaars se une a su margen derecha, poco después de salir de la presa de Klipvoor.
En la provincia de Limpopo, alrededor de 35 km más adelante, el río Cocodrilo pasa por la ciudad de Thabazimbi y serpentea durante muchos kilómetros a través de un área escasamente habitada antes de unirse al río Marico, justo al oeste de Rooibokkraal, en el límite de la provincia del noroeste para formar el inicio del río Limpopo.

## Afluentes
Los afluentes del río Cocodrilo incluyen  el río Bloubankspruit, río Hennops, río Jukskei, río Magalies, río Sterkstroom, Rosespruit, río Skeerpoort, Kareespruit, río Elands, río Bierspruit y río Sundays.

## Contaminación

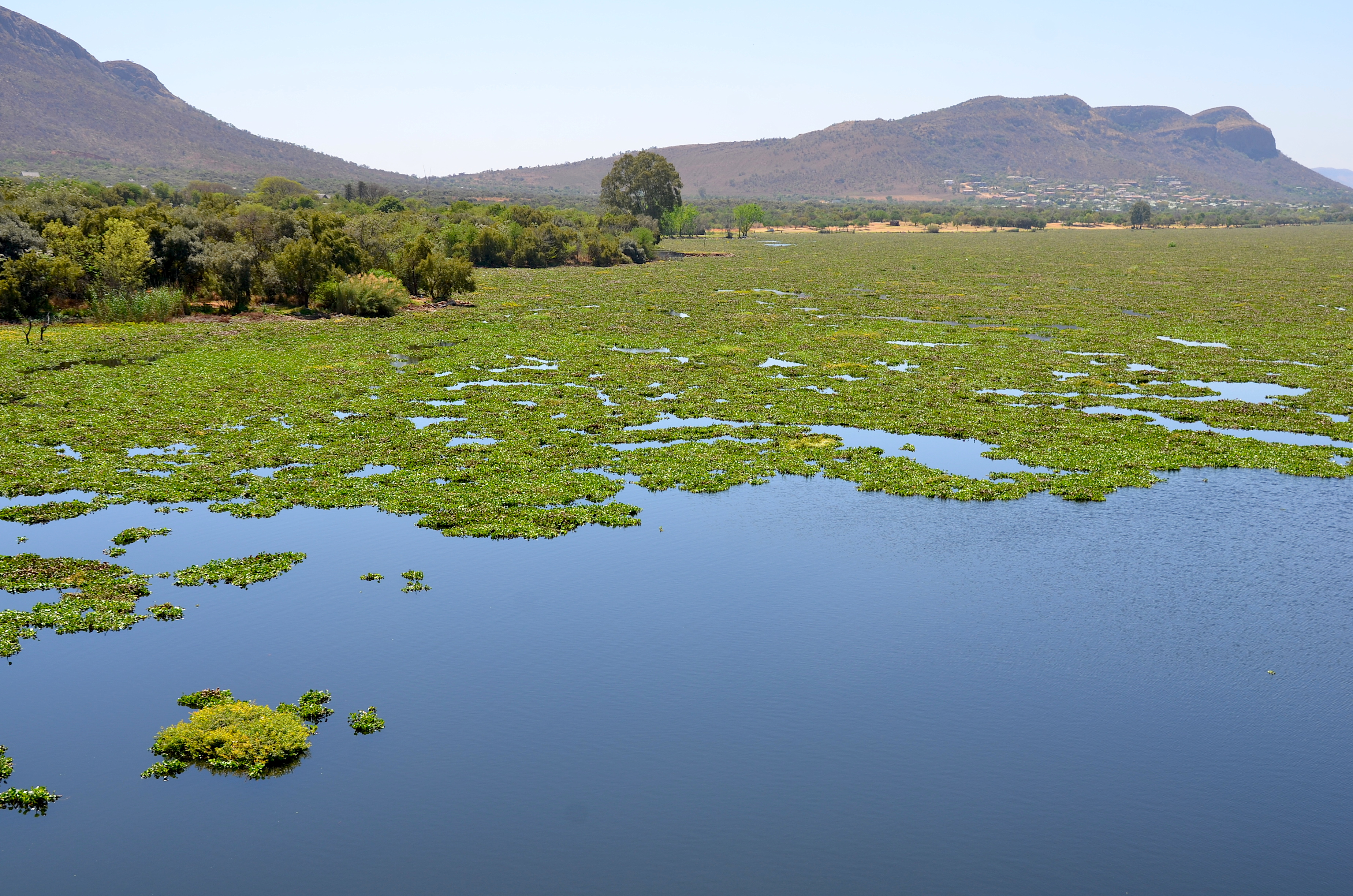
El crecimiento masivo de jacintos de agua deteriora la calidad del agua de la presa Hartbeespoort

El río Cocodrilo es uno de los sistemas fluviales más presionados de Sudáfrica. Los efectos de la contaminación de dos de las áreas metropolitanas de Sudáfrica, Johannesburgo y Tshwane, han sido perjudiciales para la ecología del sistema. Los residuos industriales, mineros, agrícolas y domésticos sin tratar han deteriorado la calidad del agua en la mayor parte de su curso y han provocado la proliferación masiva de algas en el embalse de Hartbeespoort y en el de Roodekoppies. Las especies vegetales invasoras han afectado negativamente a la integridad del sistema. Las prácticas agrícolas insostenibles han provocado una sobrecarga de sedimentos y una erosión que perjudica aún más al río.

## Presas

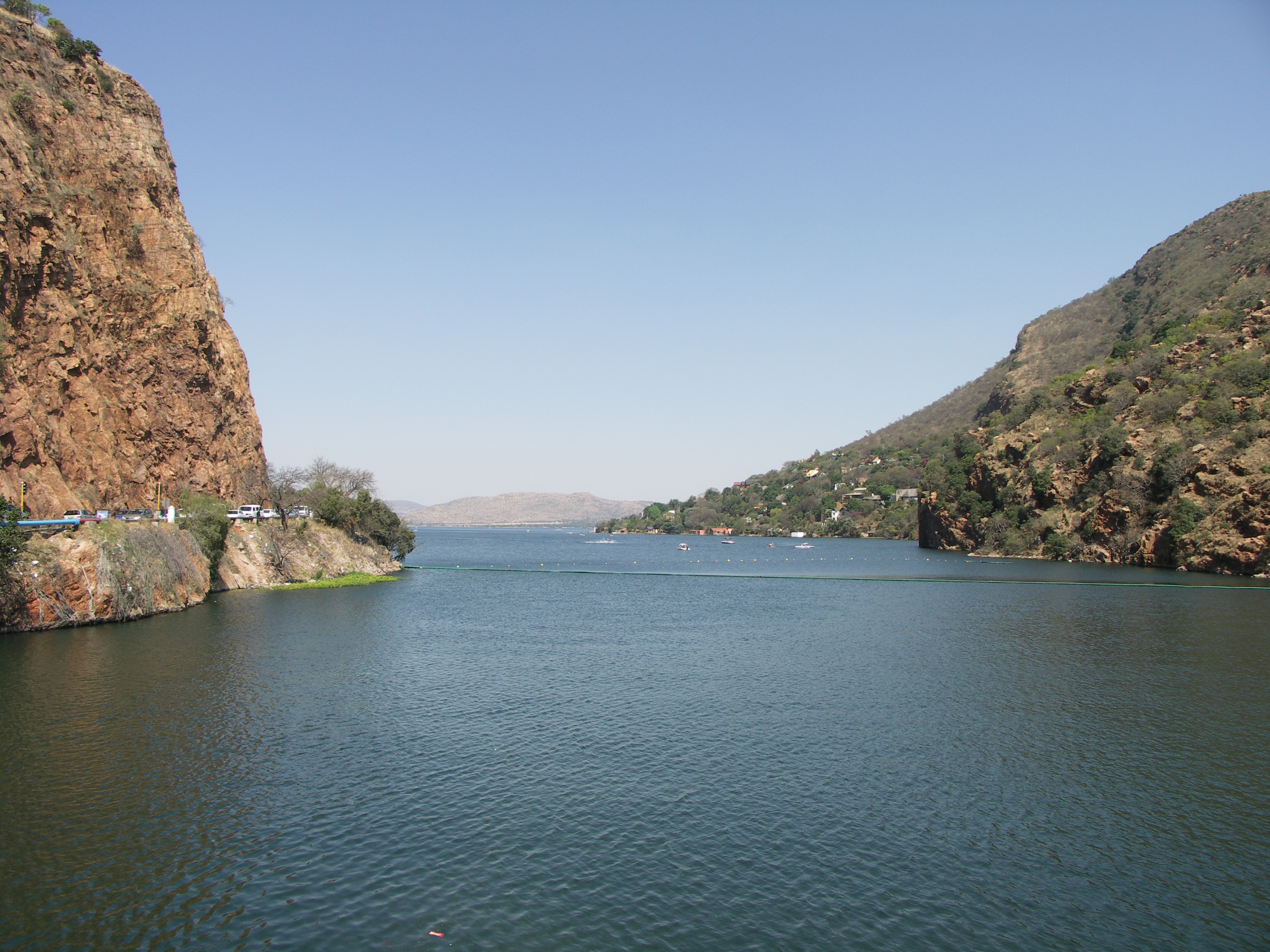
Vista de la presa Hartbeespoort

El río Cocodrilo es parte del área de gestión de agua Cocodrilo (oeste) y Marico. Las presas en la cuenca del río son:
- Presa Hartbeespoort
- Presa de Roodekoppies
- Presa de Rietvlei, en el río Rietvlei
- Presa Bon Accord y presa Leeukraal, en el río Apies
- Presa Klipvoor y Presa Roodeplaat, en el río Pienaars / Moretele
- Presa Vaalkop, en el río Elands
- Presa Bospoort, en el río Hex